# Хакимия
Хакимовская (четвёртая соборная) мечеть (баш. Хәкимиә) — мусульманская религиозная организация в Уфе (Республика Башкортостан). Находилась на Бекетовской улице (ныне — улица Мустая Карима).

## История
Впервые прошение о разрешении строительства соборной мечети по Бекетовской улице было подано в 1904 года в Уфимское губернское правление. Через два года — 17 марта 1906 — вышло постановление № 114, разрешившее строительство согласно чертежу, который был одобрен 7 сентября 1906 года.
Постройка мечети шла в период 1907—1908 годах. Постройку мечети рядом со своим домом по той же улице финансировал татарский купец Абдуллатиф Абдулхакимович Хакимов, который являлся членом Уфимского губернского управления Российского общества Красного Креста, входил в Попечительство общества о бедных магометанах. К западу от мечети было также построено медресе «Хакимия».
Первым хатыбом мечети стал имам соборной мечети деревни Зай-Каратаевой Каратаевской волости Бугульминского уезда Мухаметгадый Фахретдинов. Муэдзином стал Тухватулла Курбанов. 19 октября 1908 года в метрической книге была сделана запись о получении хатыбом прихода.
Все эти постройки Абдуллатиф Хакимов передал в дар Оренбургскому магометанскому духовному собранию. За этот дар и активное участие в нуждах мусульманской общины Уфы попечители соборной мечети 22 октября 1913 года ходатайствовали о том, чтобы купцу Абдуллатифу Хакимову было присвоено звание потомственного почётного гражданина Уфы.
9 февраля 1930 года БашЦИК принял постановление «О закрытии Хакимовской мечети в г. Уфе» якобы по ходатайству трудящихся г. Уфы и о передаче здания школе. Школа здесь так и не разместилась, поэтому 9 сентября 1930 года согласно другому постановлению здание мечети было передано Башнаркомату труда. В 1934 г. здание Хакимовской мечети превратилось в фабричный клуб для фабрики «8 Марта». В 1939 года были снесены минареты, а также полностью переделаны внутренние помещения здания.

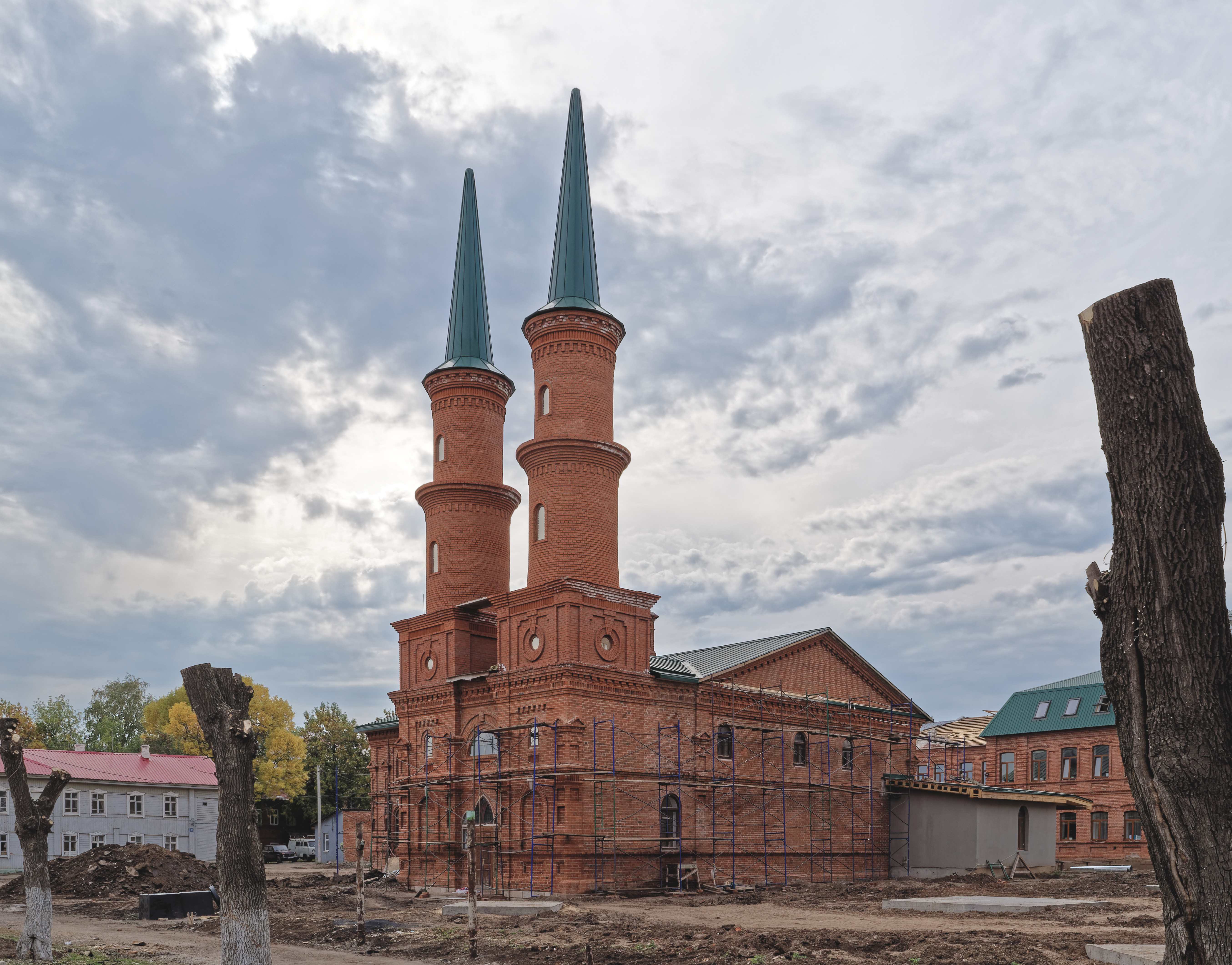
Здание во время реставрации

Впоследствии, в 1948 году, здесь находился военный комендант Уфы. С 1970-х годов здание мечети заняло диспетчерское управление «Башкирэнерго», а рядом расположилась трансформаторная подстанция.
В 1991 году здание было возвращено мусульманам, хотя «Башкирэнерго» покинуло здание только в 2002 году.
В настоящее время началось восстановление здания мечети при поддержке Центрального духовного управления мусульман и Российского исламского университета Уфы. Предполагается открыть женское медресе на 300 человек. Рядом со зданием мечети планируется возвести жилой дом для работников мечети и медресе, халяль-кафе и библиотеки.

## Архитектура мечети
Здание Хакимовской мечети было кирпичным и имело два минарета, которые были установлены на высоком трёхъярусном основании. Минареты представляли собой два установленных друг на друга цилиндра разного диаметра и были украшены рельефным орнаментом. Высота мечети достигала 18 м.